# Projekt 1135 Burevestnik
Projekt 1135 Burevestnik (ryska: Буревестник, ”stormfågel”) var en fartygsklass bestående av fregatter som byggdes åt den sovjetiska flottan. Dessa fartyg är allmänt kända under deras NATO-rapporteringsnamn Krivak. Dessa fartyg var utformad som en efterföljare till Projek  50 Gornostaj. Konstruktionen inleddes i slutet av 1950-talet och utvecklades som ett antiubåtfartyg på 1960-talet. Hittills har 50 fartyg byggts och ytterligare 3 beräknas tas i tjänst under 2020-talet.
Fartygens unika egenskaper — robotboxen på fördäck, skorstensgruppen och den vinklade masten, gav den det rappliknande smeknamnet bland amerikanska sjömän som kom från deras utbildning i silhuettidentifiering av utländska fartyg — "Hot dog pack, Smokestack, Guns in Back — Krivak." Hur många fartyg som finns i aktiv tjänst idag är osäkert. Av de ursprungliga sovjetiska fartygen har Ryssland fyra enheter i drift och den ukrainska flottan en. Ryska pressen noterade tre enheter i drift i februari 2008, en med Östersjöflottan och två med Svartahavsflottan. Bestyckningen bestod av sjömålsrobotar, luftvärnsrobotar, torpeder, antiubåtsraketer och artilleri. Strax före sekelskiftet började sju moderniserade fartyg byggas för Indiens flotta varav den sista togs i tjänst 2013. Men tillverkningen lades inte ner efter att ordern till Indien var levererad, utan ytterligare tre fartyg har byggts och levererats till ryska flottan och tre till är fortfarande (2020) under tillverkning.

## Varianter
- Project 1135 Burevestnik (Krivak I): Designarbetet började 1956 som en ersättare till den tidigare klassen Projekt 50 Gornostaj med inriktningen att fartygen skulle vara utrustade för ytstrid. Inriktningen ändrades till ubåtsjakt och resulterade i en serie om 21 fartyg med gasturbindrift och med ubåtsjaktroboten RPK-5 Rastrub som huvudbeväpning. NATO-rapporteringsnamn: Krivak I.
- Project 1135M Burevestnik M (Krivak II): Förbättrade konstruktion med en enkel 100 mm kanon istället för den dubbla 76 mm och ändrad installation av släphydrofonen. Totalt elva fartyg byggda i Kaliningrad. NATO-rapporteringsnamn: Krivak II.
- Project 11351 Nerey (Krivak III): Patrullfartyg för Sovjetunionens gränsbevakning som var en del av KGB. Saknade installationen av ubåtsjaktrobotar på fördäck utan hade istället en 100 mm kanon på fördäcket istället. Utrustad med helikopterdäck och hangar för en Kamov Ka-27 akteröver. Åtta fartyg byggda i Kertj. NATO-rapporteringsnamn: Krivak III. Två fartyg finns fortfarande i tjänst hos Ryska federationens kustbevakning och ett hos Ukrainska flottan, ett ej färdigställt skrov tros ha exporterats till Nordkorea.
- Project 11352/11353 (Krivak IV): Modernisering av fartyg ur Project 1135 Burevestnik klassen. Installationen av ubåtsjaktraketkastaren RBU-6000 byttes ut mot tuber för sjömålsroboten Zvezda Ch-35. NATO-rapporteringsnamn: Krivak IV.
- Project 11356 (Talwar klass): Underklass för Indiska flottan
- Project 11356P/M (Admiral Grigorovich klass): Underklass för Ryska flottan baserad på Talwar klass.